# Zbečník
Zbečník är en ort i Tjeckien.   Den ligger i regionen Hradec Králové, i den nordöstra delen av landet, 130 km öster om huvudstaden Prag. Zbečník ligger 377 meter över havet och antalet invånare är 1 029.
Terrängen runt Zbečník är kuperad österut, men västerut är den platt. Zbečník ligger nere i en dal. Runt Zbečník är det ganska tätbefolkat, med 149 invånare per kvadratkilometer. Närmaste större samhälle är Náchod, 7,1 km söder om Zbečník. Omgivningarna runt Zbečník är en mosaik av jordbruksmark och naturlig växtlighet.